# María Badia i Cutchet
Pour les articles homonymes, voir Badia (homonymie).
María Badia i Cutchet, née le 13 mai 1947, est une femme politique espagnole et députée européenne de 2004 à 2014. Membre du Parti des socialistes de Catalogne, elle fait partie du groupe de l'Alliance progressiste des socialistes et des démocrates au Parlement européen dont elle est vice-présidente. Elle est membre de la commission de la culture et de l'éducation.